# Кумжиєцький сільський округ
Кумжиє́цький сільський округ (каз. Құмжиек ауылдық округі, рос. Кумжиекский сельский округ) — адміністративна одиниця у складі Казалінського району Кизилординської області Казахстану. Адміністративний центр — село Пірімов.
Населення — 1600 осіб (2021; 1801 у 2009, 1968 у 1999, 2302 у 1989).
Станом на 1989 рік існувала Кумжиєцька сільська рада (села Долан, Кумжиєк, Тана). Станом на 2009 рік у складі округу перебували також селища Алтай та Ойинда, які пізніше були передані до складу Карашенгельського сільського округу.

## Склад
До складу округу входять такі населені пункти:
| Населений пункт  | Колишні назви | Населення, осіб (1989) | Населення, осіб (1999) | Населення, осіб (2009) | Населення, осіб (2021) |
| ---------------- | ------------- | ---------------------- | ---------------------- | ---------------------- | ---------------------- |
| Долан, село      | -             | 226                    | -                      | -                      | -                      |
| Кожаказган, село | -             | -                      | 283                    | 64                     | 147                    |
| Маденієт, село   | -             | -                      | 164                    | 161                    | 63                     |
| Пірімов, село    | Кумжиєк       | 1487                   | 1293                   | 1213                   | 1258                   |
| Тапа, село       | Тана          | 589                    | 228                    | 363                    | 132                    |